# Natação no Campeonato Mundial de Esportes Aquáticos de 2013 - 1500 m livre feminino
A prova dos 1500 metros livre feminino da natação no Campeonato Mundial de Esportes Aquáticos de 2013 ocorreu entre os dias 29 de julho e 30 de julho no Palau Sant Jordi  em Barcelona.

## Recordes
Antes desta competição, os recordes mundiais e do campeonato nesta prova eram os seguintes:
| Tipo                  | Atleta          | Tempo    | Local         | Data                |
| --------------------- | --------------- | -------- | ------------- | ------------------- |
|                       | Kate Ziegler    | 15:42.54 | Mission Viejo | 27 de junho de 2007 |
| Recorde do campeonato | Alessia Filippi | 15:44.93 | Roma          | 28 de julho de 2009 |

Os seguintes novos recordes foram estabelecidos durante esta competição. 
| Data        | Prova | Nadadora      | Nacionalidade  | Tempo    | Recordes |
| ----------- | ----- | ------------- | -------------- | -------- | -------- |
| 30 de julho | Final | Katie Ledecky | Estados Unidos | 15:36.53 | ,        |

## Medalhistas
| Ouro                | Prata             | Bronze             |
| Katie Ledecky (USA) | Lotte Friis (DEN) | Lauren Boyle (NZL) |

## Resultados

### Eliminatórias
Esses foram os resultados das eliminatórias.
| Pos. | Bateria | Raia | Nadadora            | Nacionalidade  | Tempo    | Notas |
| ---- | ------- | ---- | ------------------- | -------------- | -------- | ----- |
| 1    | 1       | 4    | Lotte Friis         | Dinamarca      | 15:49.18 | Q     |
| 2    | 3       | 4    | Katie Ledecky       | Estados Unidos | 15:49.26 | Q     |
| 3    | 1       | 5    | Kristel Köbrich     | Chile          | 15:54.30 | Q,    |
| 4    | 3       | 3    | Mireia Belmonte     | Espanha        | 16:00.31 | Q     |
| 5    | 2       | 6    | Boglárka Kapás      | Hungria        | 16:02.58 | Q,    |
| 6    | 1       | 6    | Lauren Boyle        | Nova Zelândia  | 16:02.90 | Q     |
| 7    | 2       | 5    | Chloe Sutton        | Estados Unidos | 16:04.72 | Q     |
| 8    | 3       | 5    | Xu Danlu            | China          | 16:05.59 | Q     |
| 9    | 2       | 4    | Jazmin Carlin       | Reino Unido    | 16:06.46 |       |
| 10   | 2       | 3    | Martina Caramignoli | Itália         | 16:15.65 |       |
| 11   | 1       | 7    | Andreina Pinto      | Venezuela      | 16:15.99 |       |
| 12   | 1       | 3    | Leonie Beck         | Alemanha       | 16:17.12 |       |
| 13   | 2       | 2    | Chelsea Gubecka     | Austrália      | 16:21.82 |       |
| 14   | 3       | 6    | Sarah Köhler        | Alemanha       | 16:24.42 |       |
| 15   | 3       | 2    | Erika Villaécija    | Espanha        | 16:25.07 |       |
| 16   | 1       | 2    | Julia Hassler       | Liechtenstein  | 16:33.61 |       |
| 17   | 3       | 7    | Tjasa Oder          | Eslovênia      | 16:35.96 |       |
| 18   | 2       | 7    | Susana Escobar      | México         | 16:39.24 |       |
| 19   | 2       | 1    | Virginia Bardach    | Argentina      | 16:47.59 |       |
| 20   | 3       | 1    | Han Na-Kyeong       | Coreia do Sul  | 16:55.46 |       |
| 21   | 3       | 8    | Valerie Gruest      | Guatemala      | 17.14.19 |       |
| 22   | 1       | 1    | Lani Cabrera        | Barbados       | 17:38.41 |       |
| 23   | 2       | 8    | Daniele Miyahara    | Peru           | 17:56.85 |       |

### Final
Esse foi o resultado da final. 
| Pos.              | Raia | Nadadora        | Nacionalidade  | Tempo    | Notas              |
| ----------------- | ---- | --------------- | -------------- | -------- | ------------------ |
| Medalha de ouro   | 5    | Katie Ledecky   | Estados Unidos | 15:36.53 | ,                  |
| Medalha de prata  | 4    | Lotte Friis     | Dinamarca      | 15:38.88 | Recorde europeu    |
| Medalha de bronze | 7    | Lauren Boyle    | Nova Zelândia  | 15:44.71 | Recorde da Oceania |
| 4                 | 6    | Mireia Belmonte | Espanha        | 15:58.83 | Recorde nacional   |
| 5                 | 8    | Xu Danlu        | China          | 16:00.44 |                    |
| 6                 | 3    | Kristel Köbrich | Chile          | 16:01.94 |                    |
| 7                 | 2    | Boglárka Kapás  | Hungria        | 16:06.89 |                    |
| 8                 | 1    | Chloe Sutton    | Estados Unidos | 16:09.65 |                    |

Legenda
| Recorde mundial       | Recorde mundial (World record)               |                       | Recorde africano                      | Recorde africano (African) |                                           | Q | Classificado por posição (Qualified) |
| Recorde do campeonato | Recorde do campeonato (Championship record)  | Recorde da América    | Recorde da América (Americas)         | q                          | Classificado por melhor tempo (Qualified) |   |                                      |
| Melhor marca do ano   | Melhor marca do ano (World leading)          | Recorde asiático      | Recorde asiático (Asian)              | DNS                        | Não largou (Did not start)                |   |                                      |
| Recorde nacional      | Recorde nacional (National record)           | Recorde europeu       | Recorde europeu (European)            | DNF                        | Não terminou (Did not finish)             |   |                                      |
| Recorde pessoal       | Recorde pessoal do atleta (Personal best)    | Recorde da Oceania    | Recorde da Oceania (Oceania)          | DSQ / DQ                   | Desclassificado (Disqualified)            |   |                                      |
| Recorde da temporada  | Recorde da temporada do atleta (Season best) | Recorde sul-americano | Recorde sul-americano (South America) | NM                         | Sem marca (No mark)                       |   |                                      |